# Klaus Weyers
Klaus Weyers (* 21. November 1933 in Krefeld; † 24. Januar 2019) war ein deutscher römisch-katholischer Priester und Autor.

## Leben
Klaus Weyers kam als Kind im Zuge der Kinderlandverschickung nach Finsterwalde, wohin seine Eltern als Opfer des Bombenkriegs folgten. Er erlernte den Beruf des Maurers und holte am Norbertinum in Magdeburg das Abitur nach. Er studierte in Erfurt Katholische Theologie und empfing am 17. Dezember 1961 in Neuzelle das Sakrament der Priesterweihe. Nach Kaplansjahren in Cottbus, Neuzelle und Lauta war er von 1969 bis 1977 im Bistum Berlin tätig, unter anderem als Spiritual am Sprachenkurs für Priesteramtskandidaten in Schöneiche bei Berlin. Anschließend war er Spiritual am Pastoralseminar in Neuzelle und Mitarbeiter des Seelsorgeamts im Bistum Görlitz. Seinen Ruhestand verbrachte er seit 2001 im Erzbistum Berlin, zuletzt in Gransee.
Seit Mitte der 1970er Jahre war er regelmäßig als Kolumnist für die Kirchenpresse in der DDR tätig, insbesondere für das St. Hedwigsblatt des Bistums Berlin. Ab 1990 schrieb er für die Nachfolgeblätter Katholische Kirchenzeitung für das Erzbistum Berlin, Katholische Sonntagszeitung und bis zu seinem Tod für den Tag des Herrn. Viele seiner Kolumnen erschienen gesammelt in Buchform. Daneben veröffentlichte er eine Reihe von Büchern über die Neuzeller Klosterkirche und zur Erklärung kirchlicher Riten, Gegenstände und Traditionen.

## Veröffentlichungen (Auswahl)
- Von Perlen, Salz und einem falschen Schlips. Nachdenkliches zu Bildern der Bibel, Morus-Verlag, Berlin 1975, ISBN 978-3-87554-131-1
- Die Stifts- und Wallfahrtskirche von Neuzelle, St. Benno Verlag, Leipzig 1985
- Der leise Pfingstgeist, St. Benno Verlag, Leipzig 1986, ISBN 978-3-7462-0031-6
- Mein märkisches Notizbuch (Hrsg. Michael Henn), Bonifatiuswerk, Paderborn 1989
- Mehr als Brot und Wein. Liturgie als Melodie des Lebens, St. Benno Verlag, Leipzig 1992, 2. Aufl. 1999, ISBN 978-3-7462-1045-2
- Jeden Morgen kräht der Hahn. Selbsterkenntnisse eines aufgeweckten Priesters, St. Benno-Verlag, 2. Aufl., Leipzig 1997, ISBN 978-3-7462-1215-9
- Geistlicher Rat ist nicht teuer. Überraschende Einblicke nicht nur in die Bibel, St. Benno-Verlag, Leipzig 2001, ISBN 978-3-7462-1451-1
- Die heilige Messe. Ein kurzweiliger Leitfaden, St. Benno-Verlag, 2. Aufl., Leipzig 2004, ISBN 978-3-7462-1753-6
- Kirchen, Klöster, Kathedralen. Ein unterhaltsamer Rundgang durch das Gotteshaus, St. Benno-Verlag, Leipzig 2006, ISBN 978-3-7462-2129-8
- Das Vaterunser, St. Benno-Verlag, Leipzig 2009, ISBN 978-3-7462-2654-5
- Fromm – Deutsch. Deutsch – Fromm. Ein unterhaltsames Kirchenlexikon (Wörterbuch), St. Benno-Verlag, Leipzig 2010, ISBN 978-3-7462-2905-8
- Die Kirche entdecken. Ein unterhaltsamer Rundgang durch das Gotteshaus, St. Benno-Verlag, Leipzig 2013, ISBN 978-3-7462-3756-5